# Onada de calor a l'hemisferi nord del 2010

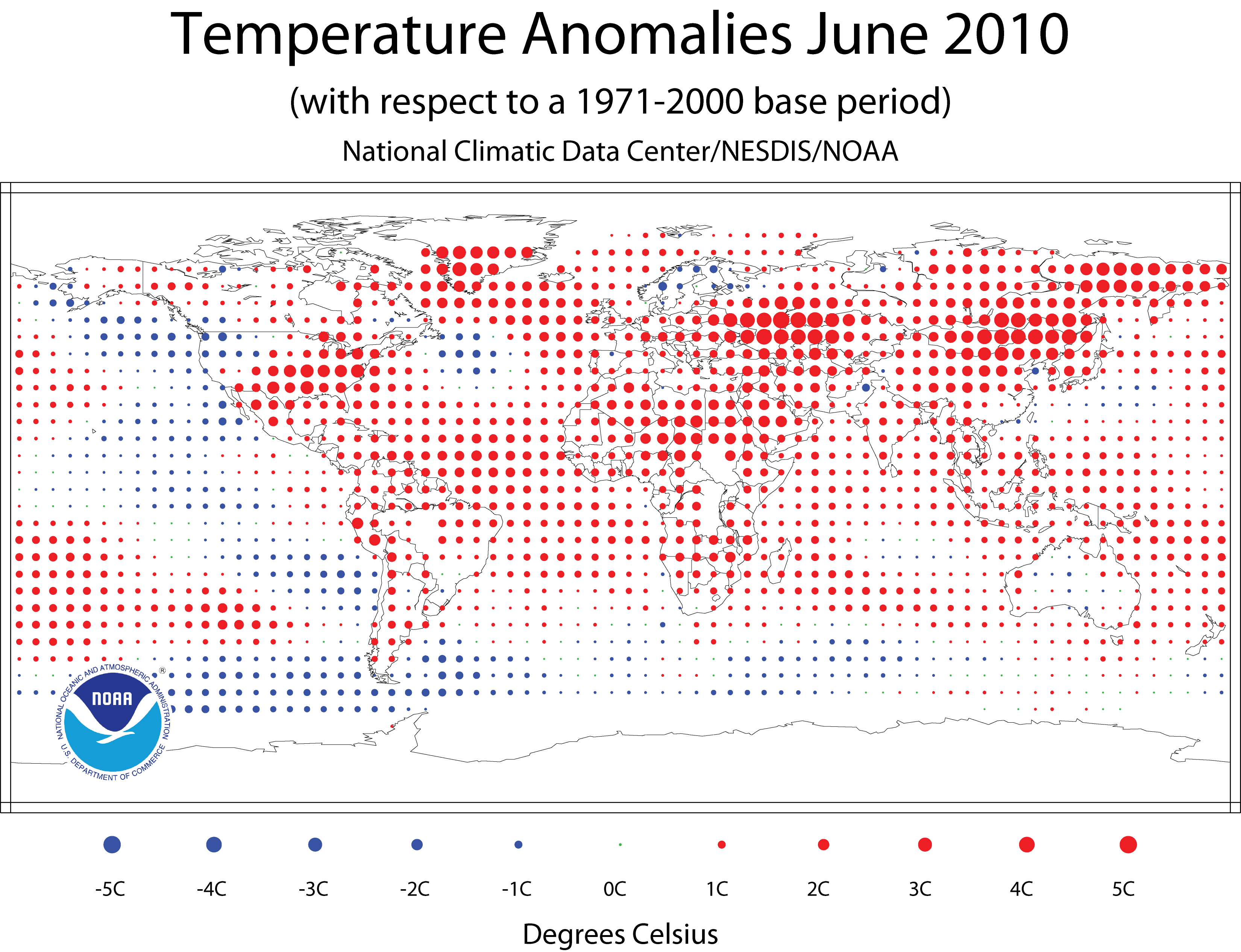
Temperatures anòmales el juny del 2010 respecte als anys 1971-2000.

L'onada de calor a l'hemisferi nord de l'estiu del 2010 ha afectat fins ara gran part dels Estats Units, el Kazakhstan, Taiwan, Xina i el continent europeu en el seu conjunt, juntament amb algunes zones del Canadà, Rússia, Corea del Sud i Japó durant el juny i juliol de 2010. D'acord amb els meteoròlegs, l'estiu abasta els mesos de juny, juliol i agost en l'hemisferi nord i desembre, gener i febrer en l'hemisferi sud.

## Europa
L'11 i 12 de juliol, diverses persones van patir cops de calor al llarg de la península Ibèrica, Europa, Rússia, Belarús, l'est de Polònia i Ucraïna mentre les onades de calor s'han estès per Europa, Amèrica del Nord, Xina, Taiwan, Corea del Sud, Kazakhstan i Rússia.
El dia 12 de juny es va enregistrar a Kíev (Kyiv), capital d'Ucraïna, una temperatura de 34 °C però per sort no va arribar als 37 graus Celsius que s'havien pronosticat anteriorment. L'anterior rècord de Kíev registrats el 1946 era de 33,3 °C. Ucraïna i Crimea també van veure com les temperatures es disparaven.
Entre el 13 i 19 de juny una zona de baixa pressió es va desplaçar des del sud en direcció est portant amb ella una massa d'aire superficial més fred a través de l'Atlàntic Nord fins a Irlanda, Gal·les i la major part d'Anglaterra.
En finalitzar les inundacions que havien afectat a l'Europa Central i els Balcans, a més de Romania, les temperatures van començar a pujar a tota l'Europa occidental, incloent Frankfurt del Main, a Alemanya i el Regne Unit el 30 de juny.
El 2 de juliol, Brussel·les va tenir el seu dia més calorós des de 1976. França, Alemanya i el centre turístic situat a la costa de Benidorm van tenir temperatures rècord. Diverses tempestes elèctriques intenses, van colpejar els baixos Alps suïssos, acompanyats de fortes calamarsades en alguns llocs.
El 6 de juliol, una àrea de baixa pressió es va establir a prop del mar Negre, la qual cosa permeté que el corrent en jet en el seu viatge per Europa portés les altes pressions molt al nord.
El model preveia que una ampla franja que s'estenia entre Alemanya i Polònia a l'est i nord-est fins a l'oest i nord-oest de Rússia podia tenir temperatures de 4 °C a 8 °C per sobre de la norma estacional, podent arribar fins i tot als 10 °C. Per tant, Ciutats com Berlín, Varsòvia, Kíev, Minsk, Moscou i Sant Petersburg, podien arribar a unes temperatures situades entre els 33 °C a 35 °C.
L'11 de juliol de l'11, les temperatures es van disparar a Viena, Berlín, Múnic, Amsterdam, Madrid, Lisboa, Zúric i Bucarest. Més tempestes elèctriques intenses, va colpejar els Alts Alps Suïssos, acompanyades per fortes nevades en alguns llocs.
El dia 11 de juliol 40 passatgers van ser hospitalitzats amb deshidratació a Alemanya quan el sistema d'aire condicionat de 3 trens ICE es va averiar i les temperatures a l'interior dels vagons van arribar fins al 50 °C. Mil passatgers, més afortunats, van haver de canviar de trens. Deutsche Bahn es va disculpar per l'avaria en els seus trens ICE.
Hartmut Buyken, president de l'associació Pro-Bahn de passatgers, va dir a l'estació de ràdio Hr Info que els trens van ser construïts pensant en la retallada de despeses més que no pas en maiximitzar la seguretar i que per aquest motiu no es venien tan bé en els mercats internacionals com els TGV francesos.

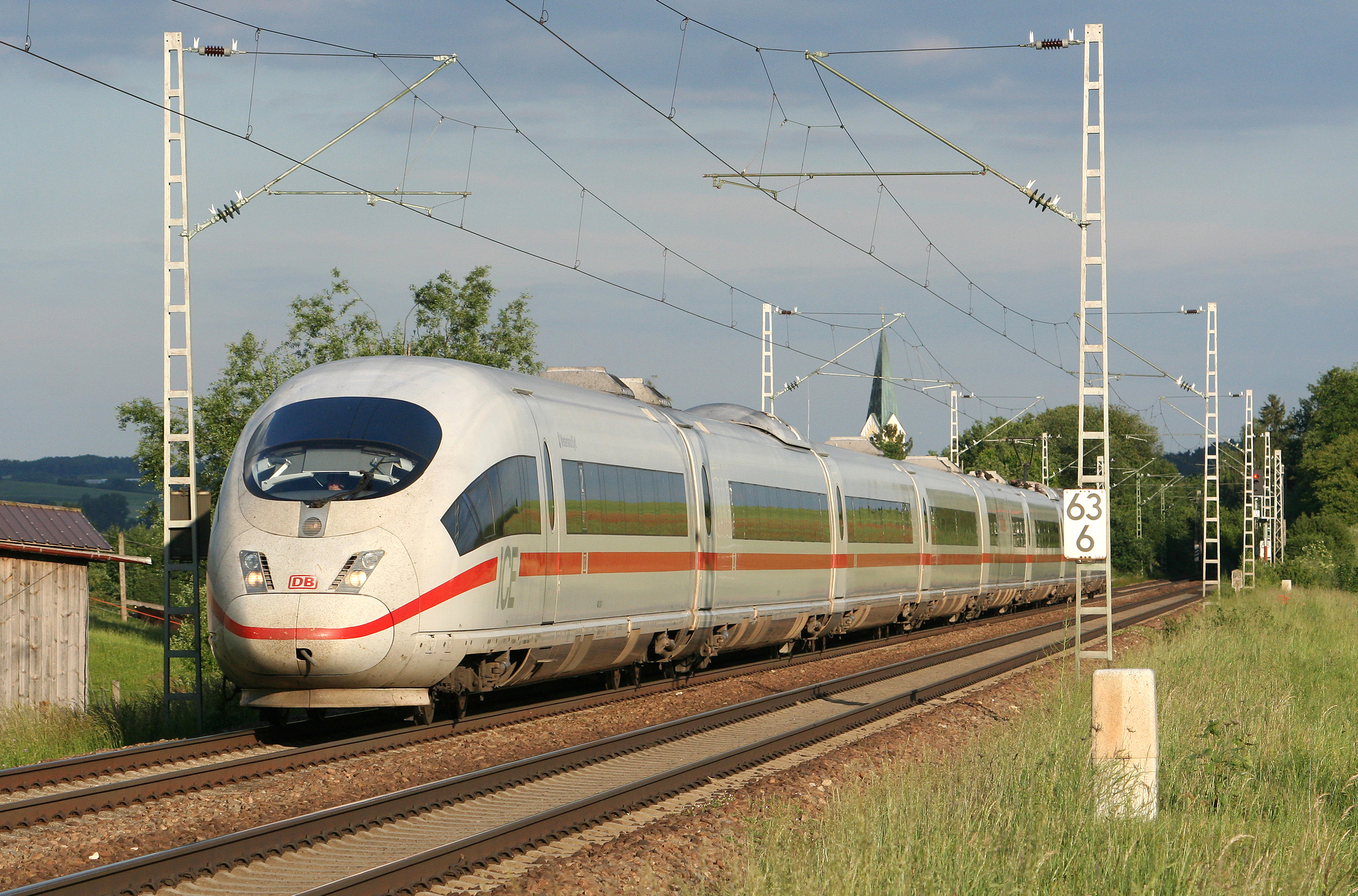
Tren ICE 3 circulant prop d'Ingolstadt el 2007.

### Rússia

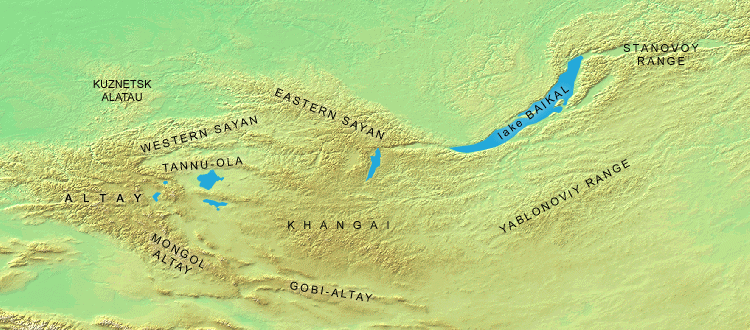
La serralada Kuznetsk Alatau.

El 2010, Rússia va experimentar una onada de calor anormal. La calor va causar incendis a tot el país i una sequera, la més greu dels darrers 40 anys, que va provocar la pèrdua d'almenys 9 milions d'hectàrees de cultius.
El 25 de juny, un nou rècord de temperatura màxima es va fixar en la part asiàtica de Rússia, a Bilohirsk, amb una lectura de 42,3 °C. L'anterior rècord en la part asiàtica va ser 41,7 °C, a Aksha, el 21 de juliol de 2004.
Una onada de calor va començar a Moscou el 27 de juny jquan la temperatura va arribar a 33,1 °C i varen romandre a 30 °C durant la resta de la setmana. Les temperatures també varen augmentar notablement a Iacútia, la serralada Alatau de siberia i el Districte Federal del Volga.
El 28 de juny la venda de kvas, una beguda lleugerament alcohòlica, va augmentar de manera espectacular les seves vendes a Rússia.
El 30 de juny, a Iacútia es van enregistrar 35,3 °C, mentre el Districte Federal de Sibèria i el Districte Federal dels Urals es començaven a reescalfar.
A finals de juny, 1244 persones s'havien ofegat a Rússia després de nedar, sovint en estat d'ebrietat. En comparació, prop de 3.000 russos es van ofegar durant l'estiu de 2009.
Moscou va veure com la temperatura arribava a 31 °C el 7 de juliol. Aquest dia es varen registrar a Iacútia 35,3 °C. L'onada de calor sense precedents des de finals de juny va fer que les temperatures arriben a 37 °C en diverses regions del centre de Rússia, el que va provocar els incendis forestals i causar un cop de calor en moltes persones en diverses parts de la Districte Federal Central i del Districte Federal dels Urals.
Un total de 14 regions de sobte reescalfat a l'11 juliol a 13, incloent Tatarstan, Baixkíria, óblast d'Orenburg, Saràtov i l'óblast de Samara quan la calor va colpejar el Districte Federal del Volga parcialment afectat per la sequera. Dinou de les 83 regions de Rússia han declarat l'estat d'emergència després del fracàs de collites causades per la sequera induïda per la calor. La demanda d'electricitat va pujar fins a un 6% en algunes d'aquestes províncies portant a problemes de subministrament d'energia mentre que les vendes de gelats van augmentar en un 10-15%. El preludi de l'onada de calor de l'estiu del 2010 varen ser la tardor i primavera anormalment càlides de 2009-2010. Científics d'arreu el món consideren que l'onada de calor és anormal per als estàndards actuals, però adverteixen que aviat es convertirà en la norma dels estius del futur.
El 14 de juliol la part central de Rússia va enregistrar temperatures rècord i es va predir per s'arribaria als 38 graus Celsius el cap de setmana, superant l'anterior marca de 36,6 °C, que datava de l'agost de 1920. La sequera va fer que el govern consideres la declaració d'un estat d'emergència en dues regions de la Federació Rússa. Tant el Districte Federal del Volga i el Districte Federal Sud van informar de forts increments en la temperatura. A La ciutat de Iakutsk, les temperatures es mantingueren al voltant dels 35 graus durant els següents dies.
A Sant Petersburg, es van anar trencant diversos marques de temperatura màxima durant el juliol fins que el dimecres, 28 de juliol, quan la temperatura era de 35,3 °C es va fixar el nou rècord de temperatura màxima anual. Per altra part la temperatura màxima a Moscou es va fixar el 29 de juliol, quan va ser de 38,2 °C.
El 30 de juliol els incendis forestals van matar 25 persones, deixant a més de 2.000 persones sense llar. Els focs seguien cremant l'1 d'agost.
L'1 d'agost, el Patriarca de Moscou i de Tota Rússia, va encapçalar una missa per recordar les 28 persones que havien mort des del 30 de juliol. Els incendis forestals s'han produït quan Rússia està travessant la pitjor sequera dels darrers 100 anys. El Ministeri d'emergencies de Rússia digue que s'havien enregistrat 774 incendis forestals, mentre es rumoreja que 6 nous incendis han començat a prop de Moscou, i un departament forestal regional al Districte Federal Central informa que els incendis cobreixen en l'actualitat aproximadament 100.000 hectàrees. Uns 4.000 soldats van ser cridats per ajudar a combatre tant els incendis coneguts com dels que se'n rumorejava l'existència a la provincia de Moscou. Més de 5.000 persones han estat evacuades de les seves llars, i Vladímir Putin, va organitzar una reunió d'emergència pel 2 agost, amb els governadors de les diferents regions del Centre i Sud del Districte Federal devastades pels incendis. La collita de cereals en aquestes àrees també ha estat destruïda.

### Peninsula Ibèrica
Les temperatures a la península Ibèrica, on ja feia tres setmanes que durava l'onada de calor, van arribar als 43 °C. La ciutat de Madrid, va enregistrar valors entre 37 °C el 7 d'agost i de 39 °C el dia 8 d'agost mentre que Lisboa va veure com el mercuri arribava a 39 °C durant la mateixa setmana. Els metges espanyols i portuguesos van aconsellar de beure més aigua i evitar la calor tot el possible, ja que el meteoròlegs nacionals havien previst una continuació de les altes temperatures.
El dia 7 de juliol un portuguès va morir per un cop de calor a Villar del Rey, Badajoz i el dia 9 una dona va ingressar a l'hospital Virgen Macarena de Sevilla on es va produir la seva defunció per una fallada multiorgànica segons fonts del mateix centre hospitalari. Aquest dia la temperatura rondava els 35 °C al centre d'Espanya.
Més de 1.200 bombers van combatre 25 incendis forestals al nord de Portugal el 24 de juliol.
Es va arribar a temperatures de fins a 40 °C a la ciutat portuguesa en Pataias el dia 27 de juliol.
Com a conseqüència de les elevades temperatures es varen seguir produint més incendis, sent especialment afectats els districtes de Vila Real, Aveiro, Viana do Castelo, Porto, Guarda, Viseu i Braga. L'autopista A1 que connecta la capital Lisboa amb Porto va ser tancada a causa de la baixa visibilitat causada pel fum el dia 27. En el districte d'Aveiro, la localitat d'Oliveira de Azeméis, segons declaracions del seu alcalde: Herminio Loureiro, el foc amenaçava les cases d'habitació i una fàbrica de formatges. L'exèrcit portuguès ha enviat uns 150 soldats a les localitats afectades pels incendis.
Espanya ha proporcionat als seus veïns ibèrics hidroavions, però al no haver estat suficient es van prestar dos hidroavions italians més a Portugal a través del mecanisme de solidaritat de la Unió Europea el 28 de juliol. Michael Mann, de la Comissió Europea va declarar que Portugal ha demanat més ajuda de la UE i Espanya. França va preparar també dos avions a l'illa francesa de Còrsega, per si la situació s'agreujava a Portugal. Uns quants incendis es produïren també al nord-oest d'Espanya aquest mateix dia.

### Els Balcans
Una onada de calor va colpejar l'Europa de l'Est quan uns vents excepcionalment forts del corrent en jet van bufar des del Sàhara a través dels Balcans fins a Polònia i Ucraïna, el 10 de juny. L'Institut Polonès de Meteorologia i Gestió de l'Aigua (IMGW) va predir de temperatures superior a 30 °C a Polònia per als propers 5 dies, seguits de forts vents, pluja, tempestes elèctriques i possibles inundacions especialment al nord-oest del país i zones limítrofes amb Alemanya.
El dia 15 de juny, la ciutat búlgara de Ruse va assolir una màxima de 37,2 °C. Encara que no va ser un rècord, aquesta va ser la temperatura més alta registrada al país. Aquest mateix dia cinc ciutats búlgares va trencar rècords de temperatura: Ahtopol va arribar als 28,6 °C, Dobrich va ser de 33,8 °C, Karnobat amb 34 °C, Sliven (Bulgària) el va batre amb 35 °C i Elhovo va registrar 36,1 °C.

## Àsia

### Xina i Taiwan
El 23 maig, 12 camperols van morir intentant apagar un incendi forestal a la província de Yunnan al sud-oest de la Xina.
Abans de la sequera en Yunnan i Guizhou, el Servei Meteorològic de la Xina va registrar una mitjana de temperatures d'uns 2 °C més calent del normal durant més de sis mesos i la meitat de precipitació respecte a la mitjana durant tot l'any anterior en tota la regió, fet sense precedents, si més no des de la dècada de 1950. Al 22 de març 2010, al voltant de 51 milions de persones s'enfrontaven a l'escassetat d'aigua en diverses províncies. Aquesta sequera fou seguida per tempestes elèctriques rècord a finals de juny.
Junio 27-29 va veure caure pluges més intenses en el municipi de Luolou a la regió xinesa de Guangxi Zhuang autònoma durant 300 anys . 6.673 persones van ser afectades, com la ciutat va ser tallat les escoles tancades i la gent viatjava en vaixell .
A començaments de juliol l'onada de calor va colpejar la major part del nord, centre i sud de la Xina, amb temperatures de fins a 39 °C, especialment a les províncies xineses de Liaoning, Hubei incloent la seva capital, la ciutat de Wuhan; Hainan i la seva capital, Nanning, i la regió autònoma de Guangxi.

### Mongòlia
Una onada de calor extrema va colpejar Mongòlia el 23 de juny amb temperatures que arribaren fins a 41 °C en alguns llocs. La sequera i l'onada de calor combinades van fer inevitables els incendis forestals.

Durant els sis primers mesos de l'any es varen produir fins a 73 incendis forestals al país que afectaren unes 12 províncies. El 4 de juliol es van declarar quatre incendis.

El 5 de juliol la ja sobrescalfada provincia de Khentii, la qual inclou l'Àrea Estrictament Protegida de Khan Khentii situada a les muntanyes Khentii, es trobava amenaçada per una possible sequera.
Els incendis es van iniciar a l'aimag de Selenga i a continuació a l'aimag de Tov el dia 6, però s'havia estès a altres 12 aimags (províncies) el dia 7, segons el cap del departament de bombers de l'autoritat general de gestió d'emergències. L'autoritat d'emergència volia a la gent fora de les zones perilloses a menys que lluitessin contra els incendis. També va demanar voluntaris entre la població per fer de bombers.

### Índia
Un període extremadament calorós va afectar l'Índia, i gran part del sud d'Àsia amb la temporades més calida registrada a l'Índia fins al maig, abans de l'arribada del monsó. Almenys 250 persones van morir a causa de l'onada de calor al país. Les temperatures de 53.7C (128.66F) s'han registrat al Pakistan. Es diu que és el més dur de l'estiu des de 1800, l'onada de calor ha matat a centenars de persones a causa de l'esgotament per la calor i la intoxicació alimentària

### Pakistan
La temperatura més calenta mai registrat a Àsia va ser assolida en Mohenjo-Daro, Sindh, Pakistan amb 53,7 °C, el 26 de maig, mentres que nou ciutats al Pakistan va veure temperatures superiors a 50 °C. El rècord anterior per Pakistan, i per a tota Àsia, estaba situat en 52,7 °C a la província de Sindh el 12 de juny de 1919. [89] [90] A 27 de maig, després que temperatures superiors als 45 °C afectaren àrees per tot el país, almenys 18 persones van morir al Pakistan.

## L'Orient Mitjà

### Iraq
Un nou registre de temperatures màximes es va establir a l'Iraq el 14 de juny de 2010, a 52,0 °C a Bàssora. El rècord anterior de 51,7 °C va ser enregistrat el 8 d'agost de 1937 a Fresno Shu'ayba.

### Kuwait
Al-Kuwait va arribar als 51 °C el 15 de juny de 2010 mentre que
la temperatura a Abdaly va pujar fins a 52,6 °C el 15 de juny, trencant la marca anterior de 51,9 °C, enregistrada el 27 de juliol de 2007 al mateix lloc.

### Aràbia Saudita
L'onada de calor va colpejar Aràbia Saudita al juny, amb l'establiment a la ciutat de Jeddah d'un registre de temperatura rècord, el 22 de juny, de 52,0 °C, trencant el rècord anterior de 51,7 °C. L'onada de calor també va provocar tempestes de sorra que van deixar vuit plantes d'energia fora de servei amb la consegüent apagada en diverses ciutats.

### Bahrain
El país va establir una nou record de temperatura al més de juny amb un valor de 46,9 °C el 20 d'aquest mes.

### Qatar
El 20 de juny, la temperatura a Qatar va arribar als 48,8 °C.

## Àfrica

### Sahel
El 12 i 26 de maig, es donen les primeres veus d'alerta que tant a Mauritània, la zona del riu Senegal i l'àrea fronterera amb Mali s'enfronten a la sequera i la fam.
El 18 de maig set ancians van morir a Ghaidi Maghen, Mauritània, prop de la frontera amb Mali degut a les altes temperatures.
Al maig, la sequera al Níger afectava principalment a les ciutats de Kongomé, Zinder, Tanout i Dalli. Mentre que la capital, Niamey, rebia refugiats en busca d'ajuda.
El juny mentre la sequera i la calor colpejaven la regió, el fracàs de les collites posava a 10 milions de persones en risc de fam a l'Àfrica Occidental. Especialment greu, després de 3 anys de males collites, es la situació per als nens, ja que amb la fam i la malnutrició consegüents els infants poden emmalaltir i morir fàcilment per diarrea, gastroenteritis, i malalties respiratòries. La nova junta militar està demanant ajuda alimentària internacional i ha pres mesures serioses per contactar amb les agències de socors des que va arribar al govern el febrer de 2010.
En el sobrescalfat Txad, la temperatura va arribar a 47,6 °C el 22 de juny a Faya, trencant el rècord establert el 1961 en el mateix lloc. Níger va trencar el seu antic registre més alt de temperatura establert el 1998, també el 22 de juny, amb 47,1 °C a Bilma. Aquest rècord va ser superat de nou l'endemà, el 23 de juny quan la calor va colpejar Bilma amb 48,2 °C. La temperatura més alta registrada al Sudan es va assolir el 25 de juny, a 49,6 °C a Dongola, trencant el rècord establert el 1987.
El 24 de juliol la Creu Roja Britànica va volar des de l'aeroport de Bristol a Níger amb els seus equips de logística per ajudar a l'exèrcit i els funcionaris locals amb el transport. L'operació d'ajuda ha estat possible gràcies a la resposta a la demanda feta per la Creu Roja d'Àfrica occidental per fer front a la crisi que té com a objectiu recaptar 500.000 £. D'acord amb les agències de l'ONU, 200.000 nens necessiten tractament contra la malnutrició a Níger sol, mentre que Oxfam demana uns 7.000.000 £ per poder cobrir tant el Txad com el Níger.
El 26 de juliol la calor va arribar a prop dels nivells rècord al Txad i Níger], i prop de 20 persones haurien mort al nord del Níger a causa de la deshidratació el 27 de juliol.
L'1 d'agost s'informa que gairebé 12 milions de persones al Níger, o aproximadament el 80% de la població es troba amenaçat per la fam. Les precipitacions excepcionalment intenses de 2009 van devastar els cultius i han destruït la collita d'aquest any. La consegüent caiguda de la producció en aliments bàsics com el blat de moro, el mill i el sorgo ha afectat gran part del fràgil Sahel africà, especialment Níger però també el Txad i el nord de Nigèria.
El 3 agost Níger es troba a l'epicentre d'una fam que també afecta Burkina Faso, Camerun, Txad i Mali.

### Marroc i Algèria
L'onada de calor que va afectar la Peninsula Ibèrica l'11 de juliol, havia sobreescalfat prèviament al Marroc. el fenomen es va atribuir als corrents d'aire calent regionals que parteixen del nord d'África, en concret del desert del Sàhara, a uns 1.000 metres d'altitud, el que va facilitar un moviment d'una massa d'aire molt càlida cap als Balcans i Ucraïna a través de l'estret de Gibraltar, Espanya i Itàlia. Una calor inusual es va donar també en algunes parts d'Algèria el día 11.

## Amèrica del Nord
El 24 de juny un potent anticicló es va situar entre Carolina del Nord i les Bermudes.
A Frederick, Maryland la temperatura va pujar fins als 41 °C a principis de juliol. Es varen produir apagades a Nova York i a Toronto com a conseqüència de l'onada de calor. Texas va patir una onada de calor de 2 dies que va colpejar les zones més rurals l'1 de juliol.
Des de 4 juliol fins al 9 juliol, una onada de calor sever s'apodera de la major part de la costa est nord-americana, des de les Carolines fins Maine. Tant Filadèlfia i Nova York, i Baltimore, Washington, Raleigh, i Boston arribaren als 38 °C. Molts registres màxims foren superats, alguns dels quals es remuntaven a la dècada de 1800. A Wilmington (Delaware), una temperatura de 39 °C enregistrada el dia 7 va trencar el rècord 36 °C de 1897. Filadèlfia i Nova York arribaren als 38 °C per primera vegada des de 2001. Frederick (Maryland), i Newark (Nova Jersey), entre d'altres, va superar la marca del segle (37,8 °C) durant quatre dies seguits.
Mentrestant, diverses autoritats a l'est d'Amèrica del Litoral han emès alertes de calor extrem, amb la temperatura que pronostica un augment molt més enllà de 30 °C en algunes zones en el cinquè.